# Panerai (marque)
Pour les articles homonymes, voir Panerai.

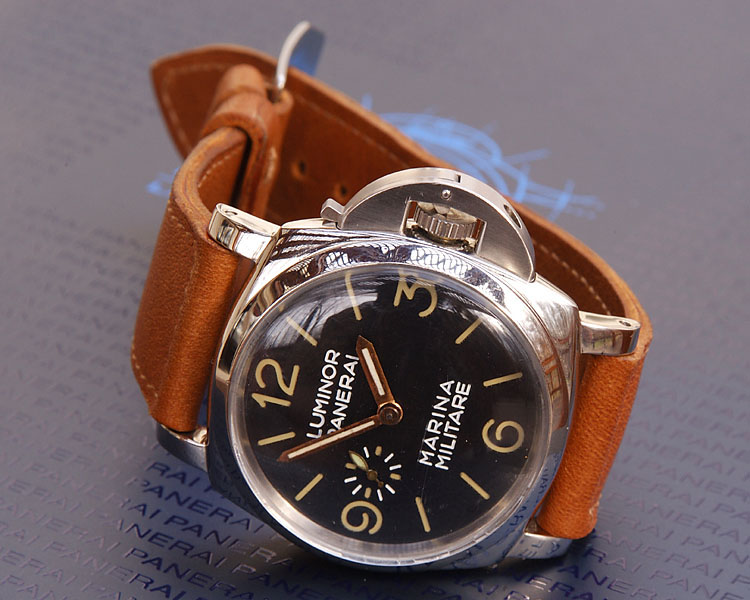
Montre Panerai.

Officine Panerai Marketing e Communicazioni Srl, ou Panerai, est une entreprise horlogère italienne de luxe fondée en 1860 par Giovanni Panerai (1825-1897) à Florence en Italie.
Elle appartient au groupe Richemont depuis 1997. La fabrique de la marque est à Neuchâtel en Suisse.
Le modèle Radiomir est historiquement lié à la Xe Flottiglia MAS, une unité de nageurs de combat de la marine royale italienne qui opérait au cours de la Seconde Guerre mondiale. La Radiomir a été utilisée par l'armée italienne jusque dans les années 1970, et sa fabrication était protégée par le secret militaire. Le modèle se caractérisait par « son cadran très lisible, couronne et fond vissés, avec une forme en coussin qui lui conférait un aspect à la fois pur et robuste ».
Officine Panerai se lance sur le marché en 1992, mais la Radiomir n'est introduite au public qu'en 1997 après l'acquisition de l'horloger par le groupe Richemont. Panerai appartient au groupe Richemont depuis 1997, et rejoint sa division Montres à la suite de sa création en 2001.
En 2023, Panerai ouvre une boutique à Paris au 120 avenue des Champs-Élysées.